# Lunar Roving Vehicle

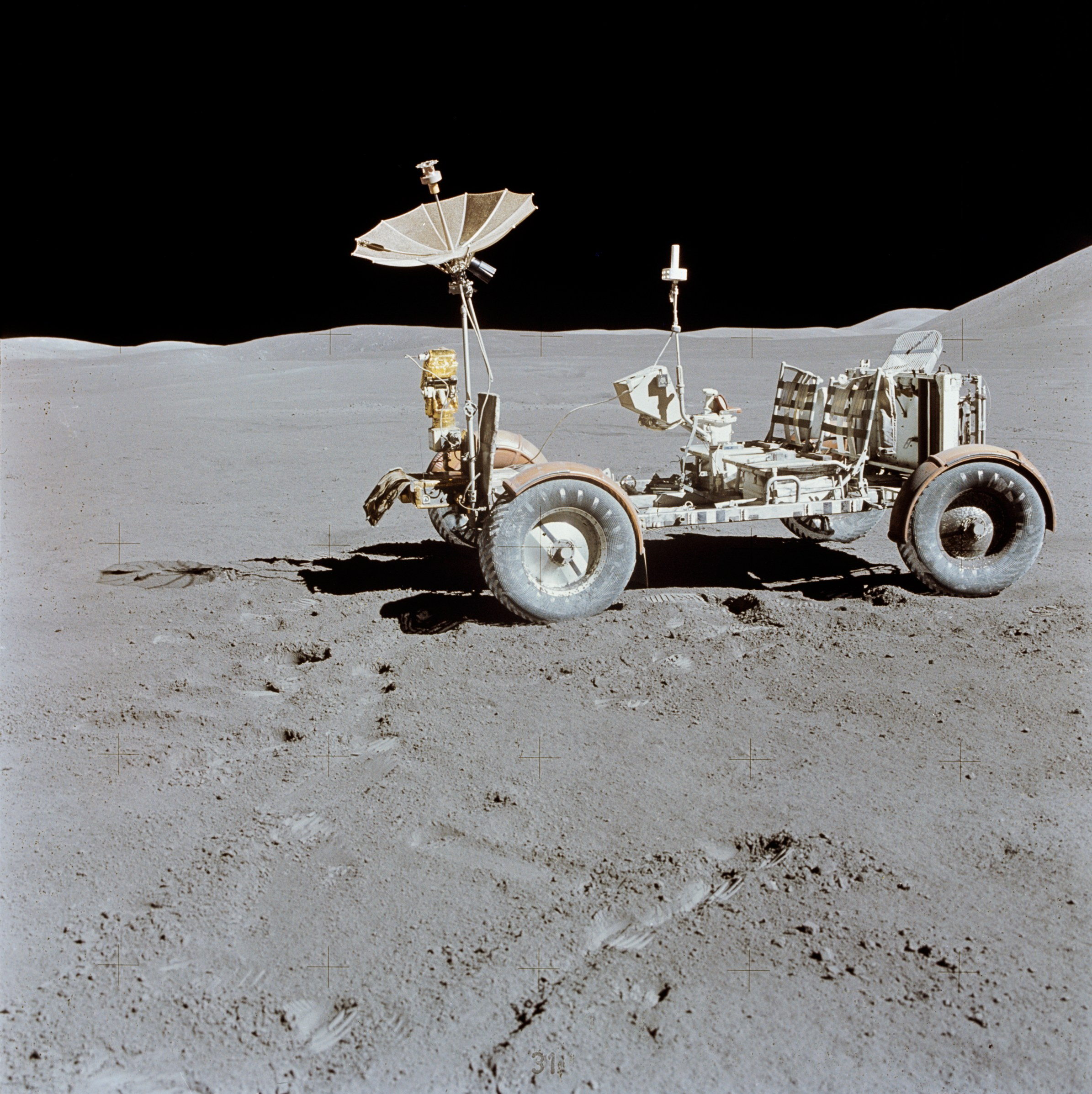
El Rover lunar de l'Apol·lo 15.

El Lunar Roving Vehicle (també anomenat LRV, Rover lunar o molabs) era un vehicle tot terreny emprat pels astronautes de les missions Apol·lo 15, 16 i 17 en els seus desplaçaments per la superfície lunar.

## Característiques
El LRV va arribar a la Lluna empaquetat i amb unes dimensions de 90 x 150 x 170 centímetres, introduït en un compartiment del mòdul de descens LEM. L'autonomia del vehicle va quedar establerta en 78 hores de funcionament durant el dia lunar. Els tres vehicles LRV van ser construïts per l'empresa nord-americana Boeing, amb suport de la Delco Electronics de General Motors.

### Components
Es compon d'un xassís d'alumini daurat amb quatre rodes (no pneumàtiques, sinó de malla d'acer) i dos seients, que una vegada desplegat totalment té unes dimensions totals de 3,10 m de longitud, 1,80 m d'amplària i 181 kg en buit incloent el dispositiu de fixació i desplegament. El pes en càrrega és de 621 kg.
El xassís estava format per tres parts: la davantera que contenia les bateries, la unitat de procés d'informació i la unitat direccional del sistema de navegació, així com el control electrònic de marxa i direcció.
La part central suportava els seients dels astronautes, la consola de control i la palanca de direcció situada entre tots dos seients. La part posterior servia per al transport de l'equip científic.
El xassís es trobava a una altura de 35 cm sobre el sòl, i anava subjecte per quatre rodes esmorteïdes per un sistema de barres de torsió, amb un diàmetre de 81,8 cm cadascuna, agafades per un disc d'alumini i titani i amb una amplària de 23 cm realitzades amb un entreteixit a força de cordes de piano. Cada roda tenia el seu propi motor elèctric, alimentat per dues bateries de 36 volts, a més d'una de reserva i s'havia estimat la seva vida útil en 75.000 revolucions, és a dir uns 180 km. Cadascuna portava un sistema de mecanisme que permetia el seu desengranatge del motor perquè pogués seguir girant si aquest fallava, permetent al LRV desplaçar-se a velocitat lenta amb només dues rodes motrius.

### Navegació
La velocitat que aconseguia era d'uns 3-4 quilòmetres hora, i la màxima de 14, i en total van realitzar 90,8 km per la superfície lunar, sense allunyar-se mai més de 9,6 km del mòdul, doncs si el vehicle s'avariava era la distància de seguretat màxima que podrien recórrer a peu fins a la nau.
A més de transportar a dos astronautes, també transportava antenes de baix alcanç, repetidors de les comunicacions radio en directe amb la Terra, prismàtics de 16 mil·límetres amb els seus respectius carregadors, telecàmeres, fotocàmera de 70 mil·límetres, perforadora del sòl, pinces per recollir mostres, magnetòmetre, eines, recanvis i cassets sota els seients.
El sistema de navegació havia de permetre als astronautes el retorn al mòdul lunar (L.M.) i es basava en un sistema de moviment per estimació a partir d'un punt conegut que determinava constantment la distància recorreguda i la direcció.
Constava d'un giroscopi direccional que subministrava informació constant sobre la direcció de la marxa, hodómetres en cadascuna de les rodes que determinaven la velocitat i distància recorreguda, i una unitat processadora que calculava així la distància recorreguda. Un indicador de posició assenyalava la direcció del vehicle, orientació, distància total recorreguda i distància al mòdul lunar.
La precisió d'aquests sistemes van permetre fer tornar al vehicle a menys de 100 m de distància del mòdul lunar després de recórrer 32 km, la qual cosa bastava perquè quedés situat en el camp visual dels tripulants.